# 국민볼셰비키당
국민볼셰비키당(러시아어: Национал-большевистская партия)은 러시아 특유의 국민볼셰비즘 정당이다. 유럽의 극우 정당과 유사한 면모를 보여주고 있으며 스탈린주의를 신봉하고 있다. 1993년 5월 1일 유명 작가인 에두아르드 리모노프와 극우 성향의 철학자인 알렉산드르 두긴이 공동으로 창당하였다.
그러나 이 정당은 극우 정당이 아니어도 반유대주의, 외국인 혐오 및 인종 차별이 기본적으로 존재한다. 서방 자본주의를 거부하면서도 당기부터 국가사회주의 독일 노동자당의 당기에 하켄크로이츠를 삭제하고 낫과 망치를 삽입한 형태로 나치당의 당기를 모방하였으며, 러시아의 신나치주의자들, 극우 정당인 러시아 자유민주당 소속 당원들과 함께 행동하기도 했다. 과거의 당원들은 블라디미르 푸틴을 떠받들고 있으며, 이후 국민볼셰비키들은 성소수자나 페미니스트들을 폭행하여 사회적인 문제가 되기도 하였다.
이들의 행위가 큰 문제거리가 되자, 국민볼셰비키당은 자신들의 웹사이트에 '국민볼셰비키당은 파시즘이나 반유대주의, 외국인혐오 및 인종차별주의를 배척한다'고 말하며, 이 당은 민주주의를 지향한다고 주장하였다.

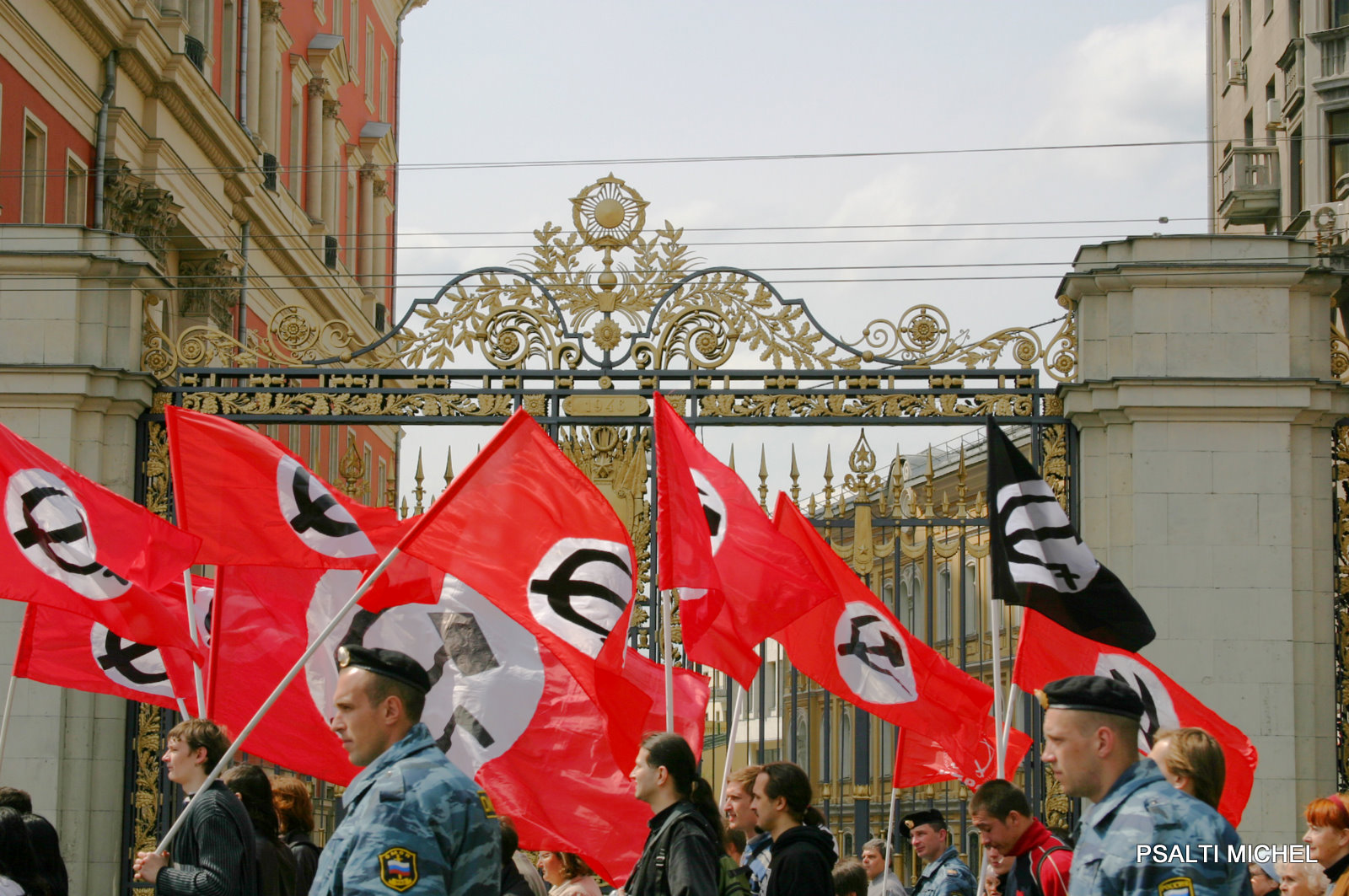
행진하는 국민볼셰비키당원

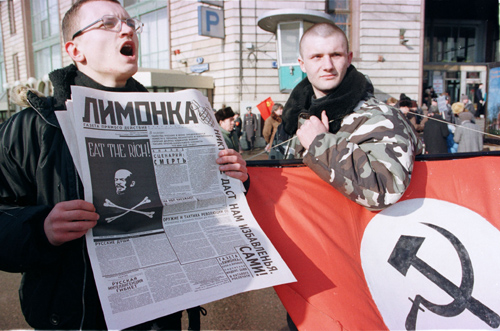
국민볼셰비키당의 모스크바 행진 당시의 사진. 한 당원이 국민볼셰비키당의 당보 중 중앙지를 들고 있다.

처음 당대표로는 리모노프와 두긴이 공동으로 맡았으나 당 내 갈등으로 인하여 두긴이 탈당하고, 2002년 유라시아당을 결성함에 따라 리모노프가 당대표를 맡았다. 2007년 비합법정당으로 규정되었고 이후 국민볼셰비키당을 계승한 다른 러시아당으로 이어진다.